# Anatolij Szeluchin
Anatolij Iwanowicz Szeluchin (ros. Анатолий Иванович Шелюхин, ur. 6 kwietnia 1930 w Kostromie, zm. 21 października 1995 tamże) – rosyjski biegacz narciarski reprezentujący Związek Radziecki, brązowy medalista olimpijski oraz dwukrotny medalista mistrzostwa świata.

## Kariera
Jego olimpijskim debiutem były igrzyska w Cortinie d’Ampezzo w 1956 roku. Zajął tam piąte miejsce w biegu na 50 km oraz czwarte na dystansie 30 km, walkę o brązowy medal przegrywając ze swoim rodakiem Pawłem Kołczinem o zaledwie sekundę. Cztery lata później, podczas igrzysk olimpijskich w Squaw Valley wspólnie z Giennadijem Waganowem, Aleksiejem Kuzniecowem i Nikołajem Anikinem wywalczył brązowy medal w sztafecie 4 × 10 km. Zajął także 15. miejsce w biegu na 30 km techniką klasyczną.
W 1958 roku wystartował na mistrzostwach świata w Lahti. Wraz z Fiodorem Tierientjewem, Nikołajem Anikinem i Pawłem Kołczinem zdobył srebrny medal w sztafecie. Ponadto w biegu na 15 km wywalczył brązowy medal, ulegając jedynie zwycięzcy Veikko Hakulinenowi z Finlandii oraz drugiemu na mecie Pawłowi Kołczinowi. Zajął także ósme miejsce w biegu na 50 km oraz 10. miejsce w biegu na 30 km. Na kolejnych mistrzostwach świata już nie startował.
Ponadto Szeluchin czterokrotnie zdobywał tytuł mistrza Związku Radzieckiego: w biegu na 30 km w 1958 roku oraz na dystansie 50 km w latach 1955, 1958 i 1959. Po zakończeniu kariery zawodniczej pracował jako trener biegów narciarskich w rodzinnej Kostromie.

## Osiągnięcia

### Igrzyska olimpijskie
| Miejsce | Dzień       | Rok  | Miejscowość       | Konkurencja             | Czas biegu | Strata  | Zwycięzca        |
| ------- | ----------- | ---- | ----------------- | ----------------------- | ---------- | ------- | ---------------- |
| 4.      | 27 stycznia | 1956 | Cortina d’Ampezzo | 30 km stylem klasycznym | 1:44:06    | +1:40   | Veikko Hakulinen |
| 5.      | 2 lutego    | 1956 | Cortina d’Ampezzo | 50 km stylem klasycznym | 2:50:27    | +6:13   | Sixten Jernberg  |
| 15.     | 19 lutego   | 1960 | Squaw Valley      | 30 km stylem klasycznym | 1:51:03,9  | +7:17,4 | Sixten Jernberg  |
| 3.      | 25 lutego   | 1960 | Squaw Valley      | Sztafeta 4 × 10 km      | 2:08:33,5  | +2:36,0 | Finlandia        |

### Mistrzostwa świata
| Miejsce | Dzień   | Rok  | Miejscowość | Konkurencja             | Czas biegu | Strata  | Zwycięzca         |
| ------- | ------- | ---- | ----------- | ----------------------- | ---------- | ------- | ----------------- |
| 10.     | 2 marca | 1958 | Lahti       | 30 km stylem klasycznym | 1:40:03,0  | +2:47,7 | Kalevi Hämäläinen |
| 3.      | 4 marca | 1958 | Lahti       | 15 km stylem klasycznym | 48:58,3    | +31,1   | Veikko Hakulinen  |
| 2.      | 6 marca | 1958 | Lahti       | Sztafeta 4 × 10 km      | 2:18:15,0  | +29,4   | Szwecja           |
| 8.      | 8 marca | 1958 | Lahti       | 50 km stylem klasycznym | 2:56:21,9  | +6:59,2 | Sixten Jernberg   |